# Стефан Кантакузен
Стефа́н Кантаку́зен (рум. Ştefan Cantacuzino, Штефан Кантакузино; 1675 — 7 июня 1716) — князь Валахии с апреля 1714 по 21 января 1716 года. Сын стольника Константина Кантакузино (1655—1716) из знатного румынского рода Кантакузенов, претендовавшего на родство с византийскими императорами. Некоторое время являлся капукехайей (представителем валашского двора) в Стамбуле.

## Биография
Штефан Кантакузен участвовал в интригах своего отца Константина против валашаского господаря Константина Брынковяну (1688—1714), в результате чего последний был выдан оттоманским властям вместе с его перепиской с габсбургским двором. После смещения Брынковяну Штефан Кантакузен, как ставленник Оттоманской империи, в марте 1714 года занял господарский трон в Бухаресте.
Его правление совпало с нападением габсбургских войск под предводительством Евгения Савойского. Валашский господарь Штефан Кантакузен перешёл на сторону австрийцев и проинформировал графа Штефана Штайнвиля о военных приготовлениях турок. В январе 1716 г. турецкий султан издал указ об аресте валашского господаря Штефана, его отца Константина и дяди Михая. В июне 1716 года все трое были казнены в Стамбуле. После их казни на бухарестском престоле утвердилась династия фанариотов (первым был Николай Маврокордат).